# Torsten Hilse
Torsten Hilse (* 12. Februar 1955 in Zittau) ist ein ehemaliger deutscher Politiker (SPD) und Verleger. Er war von 1990 bis 2011 Mitglied des Abgeordnetenhauses von Berlin.

## Leben
Torsten Hilse, Sohn des selbständigen Autolackierermeisters Heinz Hilse, besuchte in seiner Heimatstadt die polytechnische Oberschule und begann 1971 in den Graphischen Werkstätten Zittau eine Druckerlehre. Nach bestandener Gesellenprüfung erwarb Hilse zwischen 1973 und 1975 im Abendschulkurs das Abitur. In den Jahren 1978 bis 1981 studierte Hilse an der Ingenieurschule für Polygrafie in Leipzig Drucktechnik. Der Dipl.-Ing. (FH) übernahm 1981 eine Abteilungsleiterfunktion im Grafischen Großbetrieb Völkerfreundschaft (Zentrag), Werkstätten Görlitz-Zittau und wurde später dort Produktionsleiter. Seit 1981 engagierte sich Hilse gemeinsam mit seinem Schwager Lothar Alisch in der christlichen Friedensbewegung der DDR und wurde Mitglied des Kirchenvorstandes Zittau.
1987 begann Hilse seine berufliche Tätigkeit als Herstellungsleiter bei der Evangelischen Verlagsanstalt in Ostberlin und zog von Zittau nach Pankow. Er gehörte am 7. Oktober 1989 in Schwante zu den Gründungsmitgliedern der Sozialdemokratischen Partei in der DDR. Zwischen 1990 und 1995 gehörte er erstmals dem Abgeordnetenhaus von Berlin an. Er war von Oktober 1990 bis März 2017 Mitglied der SPD und bis 2006 stellvertretender Kreisvorsitzender der Partei in Pankow.
1991 gründete Hilse in Berlin-Prenzlauer Berg die verbum Druck- und Verlagsgesellschaft mbH. Im Jahr 2001 wurde er erneut ins Abgeordnetenhaus gewählt, zur Wahl 2011 trat er nicht mehr an. Sein besonderes Interesse gilt dem Schutz und der Förderung der deutschen Sprache, er engagiert sich für dessen Aufnahme als Staatsziel in die Berliner Verfassung.
Torsten Hilse ist evangelisch-lutherisch und war Mitglied des Kreiskirchenrates sowie der Kreissynode Pankow. Er ist Mitglied im Verein Deutsche Sprache und gehörte der Arbeiterwohlfahrt und dem Stiftungsrat der Berliner Philharmoniker an. Hilse ist seit 1979 verheiratet und hat drei Söhne und eine Tochter.
Hilse war bis zu seinem Ruhestand 2021 geschäftsführender Gesellschafter der verbum GmbH. Gemeinsam mit Dieter Winkler ist er Herausgeber der Reihe Schubladentexte aus der DDR.

## Schriften
- Schubladentexte aus der DDR, Teil 1: Die Fragen und die Freiheit, verbum Berlin 1999, ISBN 3-928918-65-6.
- Schubladentexte aus der DDR, Teil 2: Unterdrückte Wahrheit, verbum Berlin 2000, ISBN 3-928918-68-0.
- Schubladentexte aus der DDR, Teil 3: Manchmal habe ich Angst, verbum Berlin 2002, ISBN 3-928918-71-0.
- Schubladentexte aus der DDR, Teil 4: Hundert Prozent, verbum Berlin 2008, ISBN 978-3-928918-76-3.
- Halt uns bei festem Glauben 2010: Tägliche Andachten, Evangelische Verlagsanstalt Leipzig 2009, ISBN 978-3-374-02678-4.